# Джерола-Альта
Джерола-Альта (італ. Gerola Alta) — муніципалітет в Італії, у регіоні Ломбардія,  провінція Сондріо.
Джерола-Альта розташована на відстані близько 520 км на північний захід від Рима, 75 км на північний схід від Мілана, 26 км на південний захід від Сондріо.
Населення — 171 особа (2014).
Щорічний фестиваль відбувається 24 серпня. Покровитель — святий Варфоломій.

## Демографія
Населення за роками:

Станом на 1 січня 2023 року в муніципалітеті офіційно проживали 2 іноземці з 2 країн.

## Сусідні муніципалітети
- Аверара
- Бема
- Кузіо
- Інтробіо
- Орніка
- Педезіна
- Премана
- Санта-Бриджида
- Вальторта